# Mercedes-Benz GLC
Mercedes-Benz GLC là một dòng SUV hạng sang cỡ nhỏ được Mercedes-Benz giới thiệu vào năm 2015 nhằm thay thế cho mẫu GLK-Class trước đó. Theo nhà sản xuất, GLC nằm ngang tầm với dòng sedan C-Class. Mặc dù định vị ở phân khúc cỡ nhỏ, thế nhưng nó lại được phân vào hạng trung tại thị trường Hoa Kỳ.
Theo công thức đặt tên của Mercedes-Benz, GLC sử dụng tên cơ sở "GL", theo sau đó là vị trí của mẫu xe trong hệ thống phân cấp của Mercedes. Chữ "G" ở đây tức "Geländewagen" (xe địa hình) đồng thời cũng ngầm ám chỉ đến dòng G-Class vốn đã có từ lâu. Kế đến là chữ "L" liên kết với "C" nhằm tạo mối liên hệ rõ hơn với dòng C-Class.

## Thế hệ thứ nhất (X253/C253; 2015)
Tương tự như mẫu xe tiền nhiệm, GLC được lắp ráp tại nhà máy của hãng Mercedes-Benz tại Bremen, Đức. Từ khi nơi sản xuất chính của dòng xe này hoạt động hết công suất, Mercedes-Benz đã quyết định mở rộng thêm năng suất bằng cách tận dụng nhà máy Valmet Automotive ở Uusikaupunki thuộc Phần Lan. Quá trình sản xuất GLC ở quốc gia này chính thức bắt đầu vào quý 1 năm 2017.
GLC thế hệ đầu tiên dùng loại thân xe năm cửa cộng với năm chỗ ngồi. Bên cạnh đó, Mercedes cũng cung cấp phiên bản GLC Coupé với phần mái phía sau được thiết kế thoải xuống tận đuôi. Ở châu Âu, xe có sẵn các tùy chọn gồm loại ba động cơ diesel, ba động cơ xăng, cùng với một loại lai sạc điện. Đối với Vương quốc Anh, chỉ có các phiên bản AMG tùy chọn ba động cơ diesel và ba động cơ xăng được phân phối tại đây.
Sức mạnh của xe đến từ tùy chọn động cơ xăng tăng áp dung tích 2.0 lít, 4 xi-lanh và động cơ diesel tăng áp dung tích 2.2 lít, 4 xi-lanh kết hợp với hộp số tự động 9 cấp G-Tronic (7 cấp đối với phiên bản hybrid 350e). Hệ dẫn động bốn bánh toàn thời gian 4MATIC là phiên bản tiêu chuẩn ở một số quốc gia nhưng lại là tùy chọn ở các thị trường khác. GLC có chiều rộng đường là 63,9 inch (1.623 mm) mặt trước và 63,7 inch (1.618 mm) nếu xét ở mặt sau.
Tại thị trường nội địa Đức, bản máy xăng GLC 250 4MATIC còn song hành với GLC 220d 4MATIC, trong khi GLC 250d 4MATIC động cơ diesel lại có phiên bản lai sạc điện mang tên 350e. Ở Bắc Mỹ, chỉ có các bản GLC 300, GLC 43 AMG và GLC 63 AMG là có sẵn.

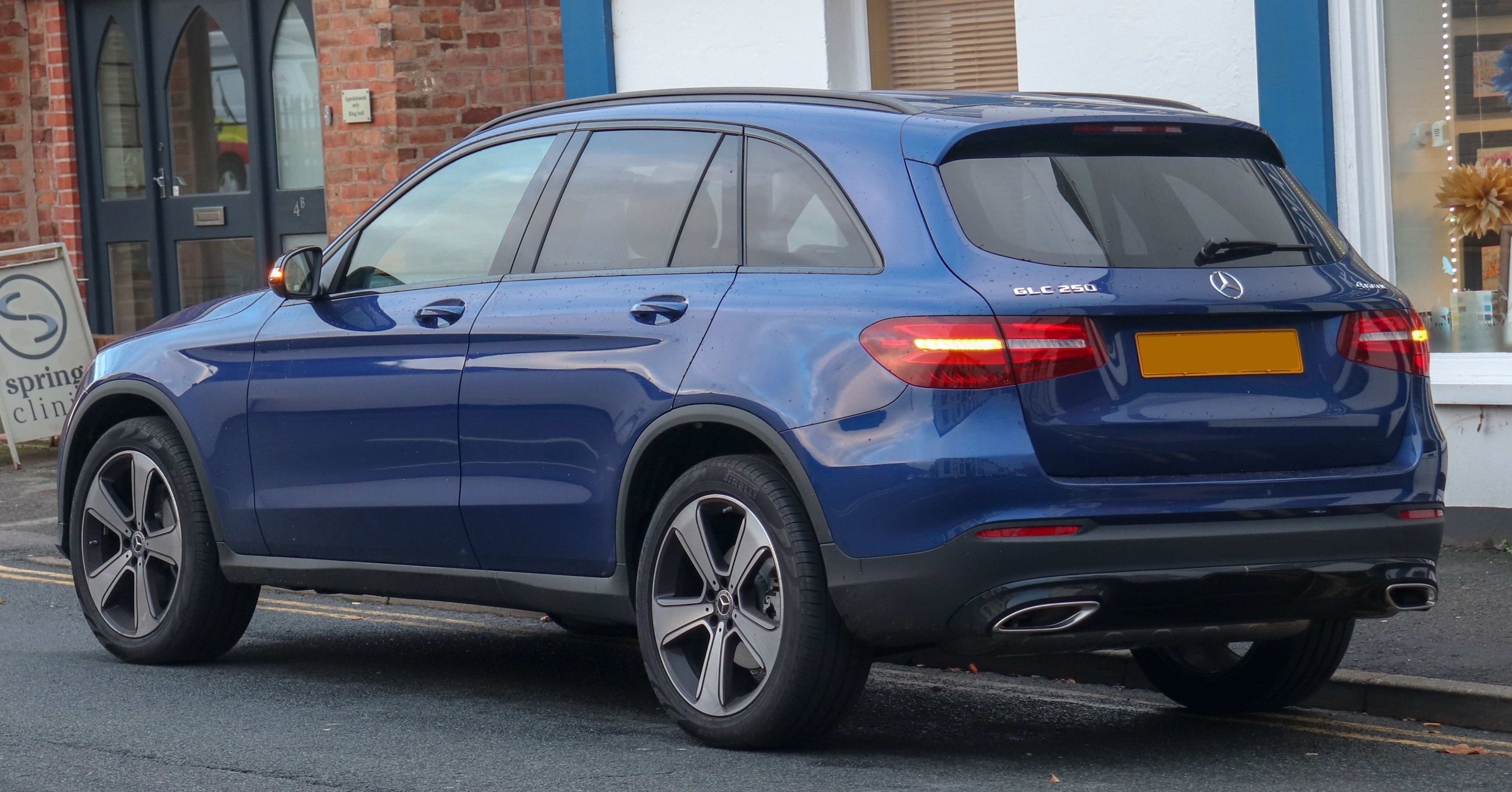
2018 GLC 250 Urban Edition
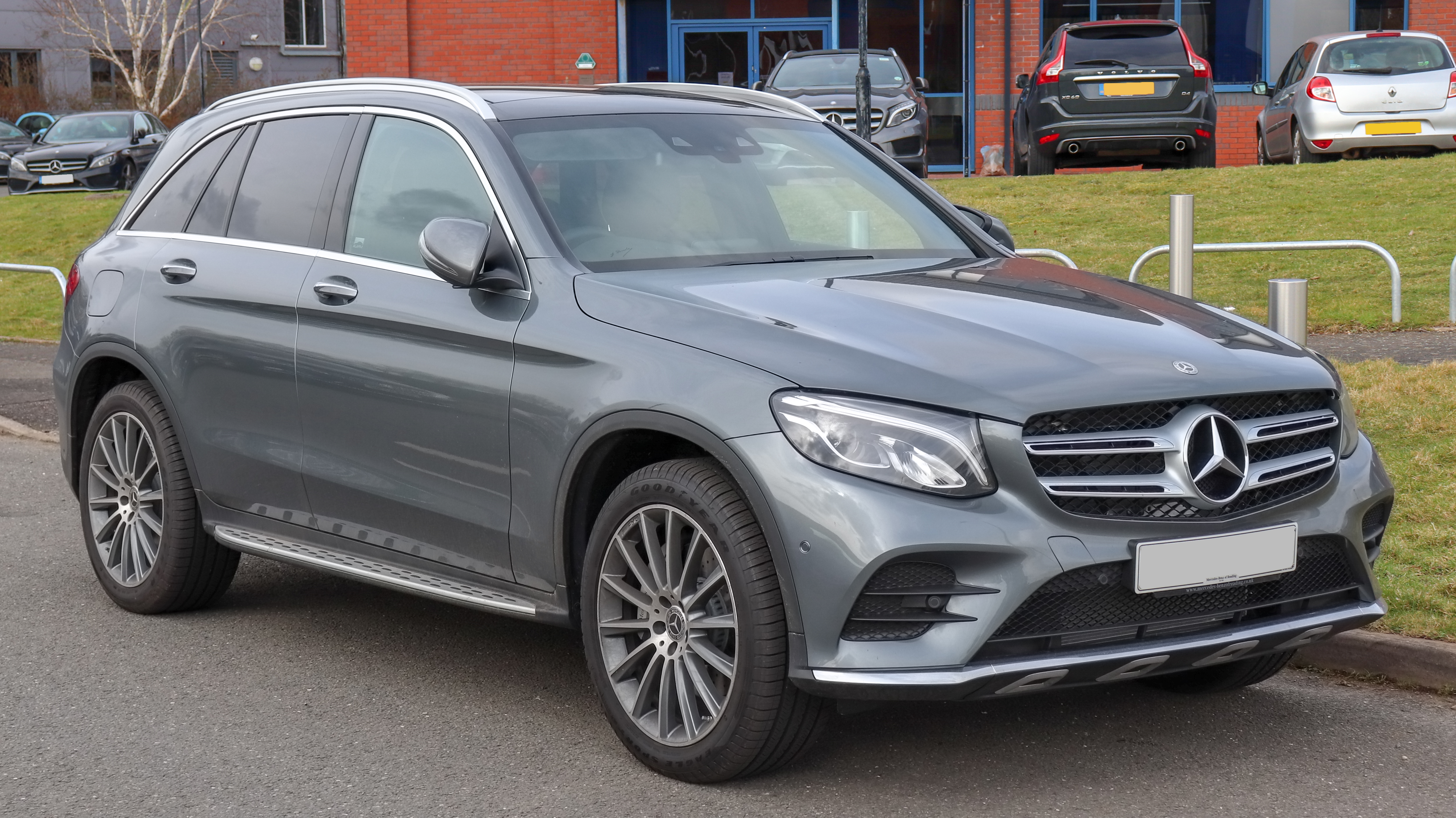
2018 GLC 250d AMG Line
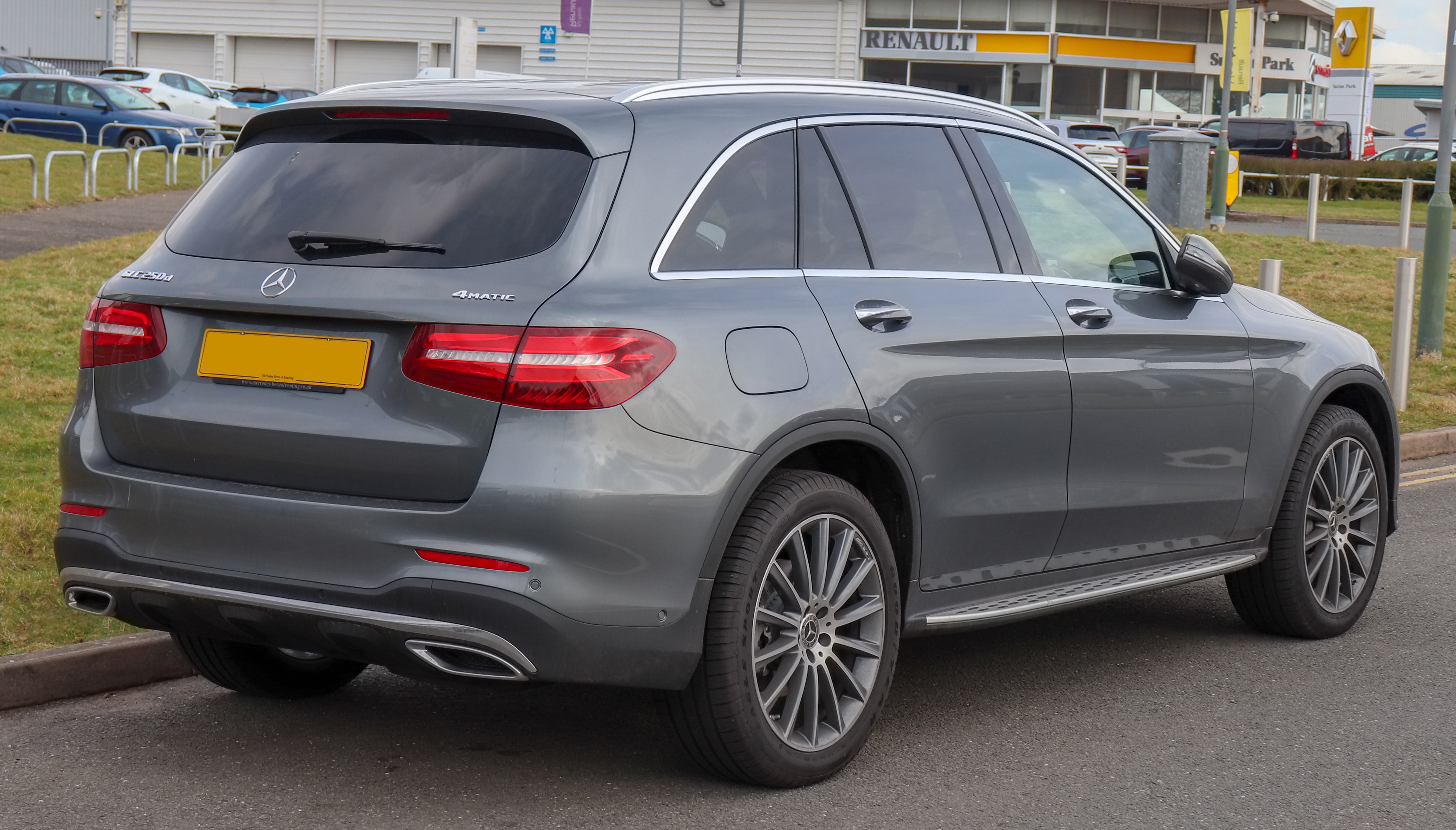
2018 GLC 250d AMG Line
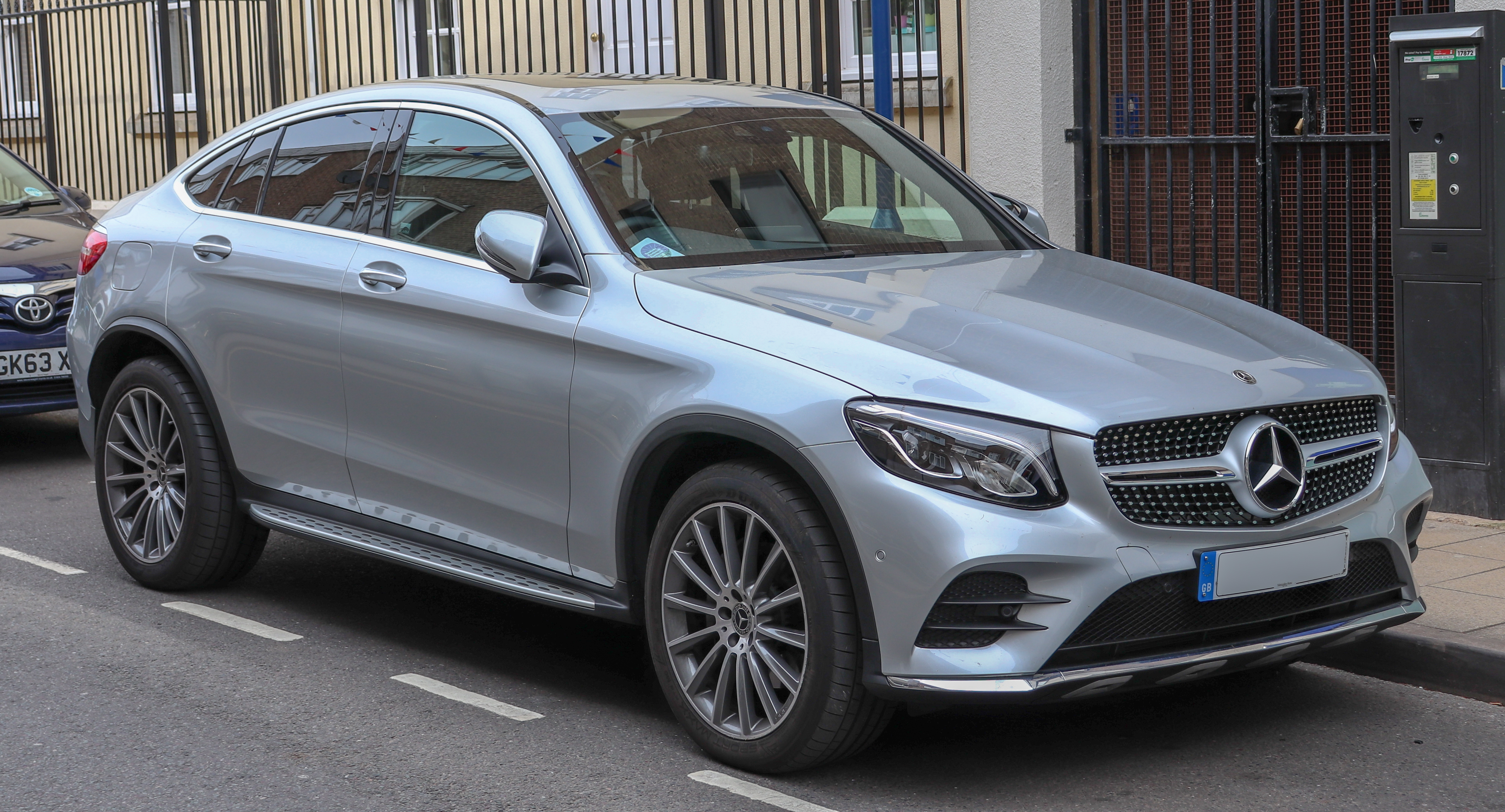
2018 GLC 250d Coupé AMG Line
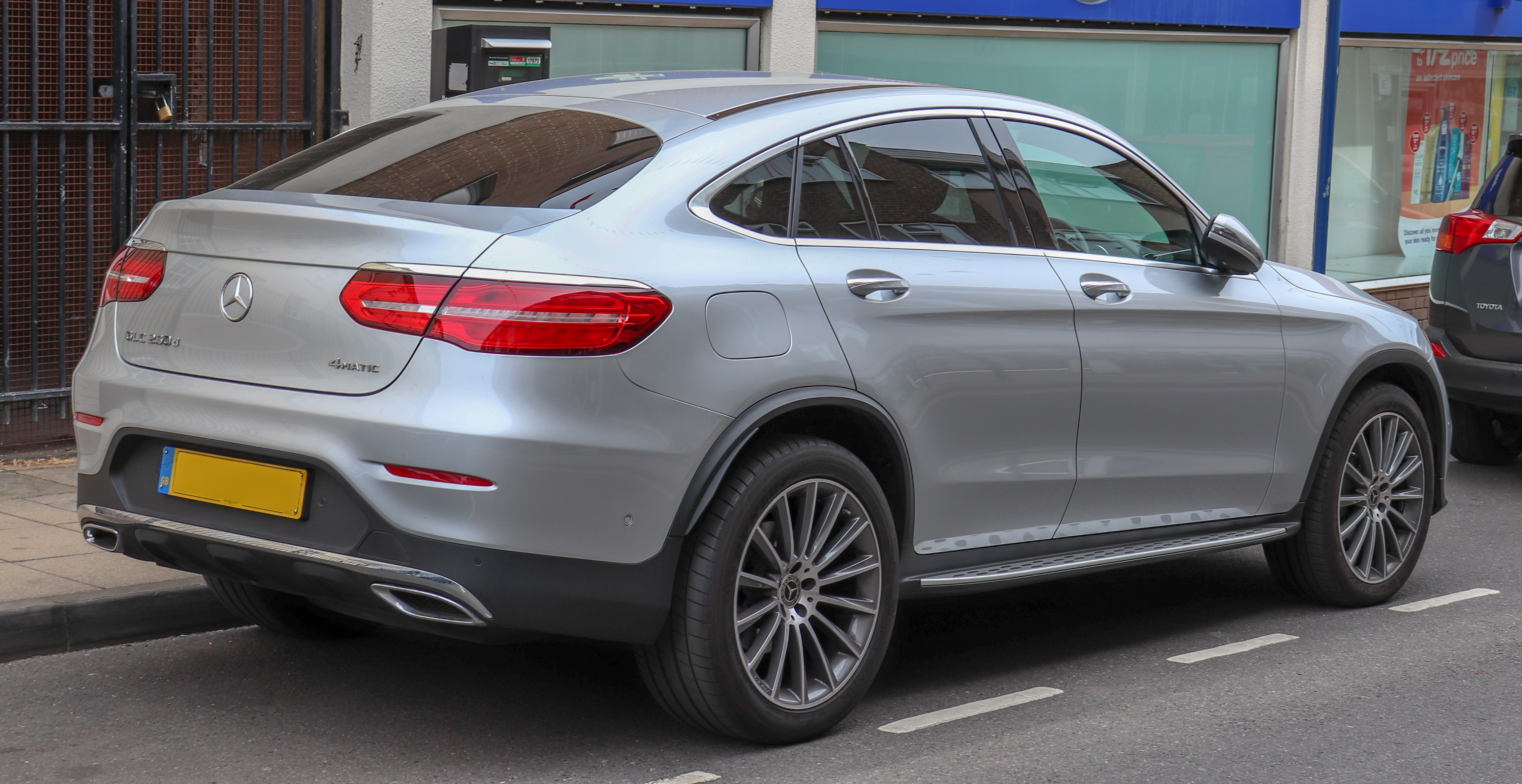
2018 GLC 250d Coupé AMG Line
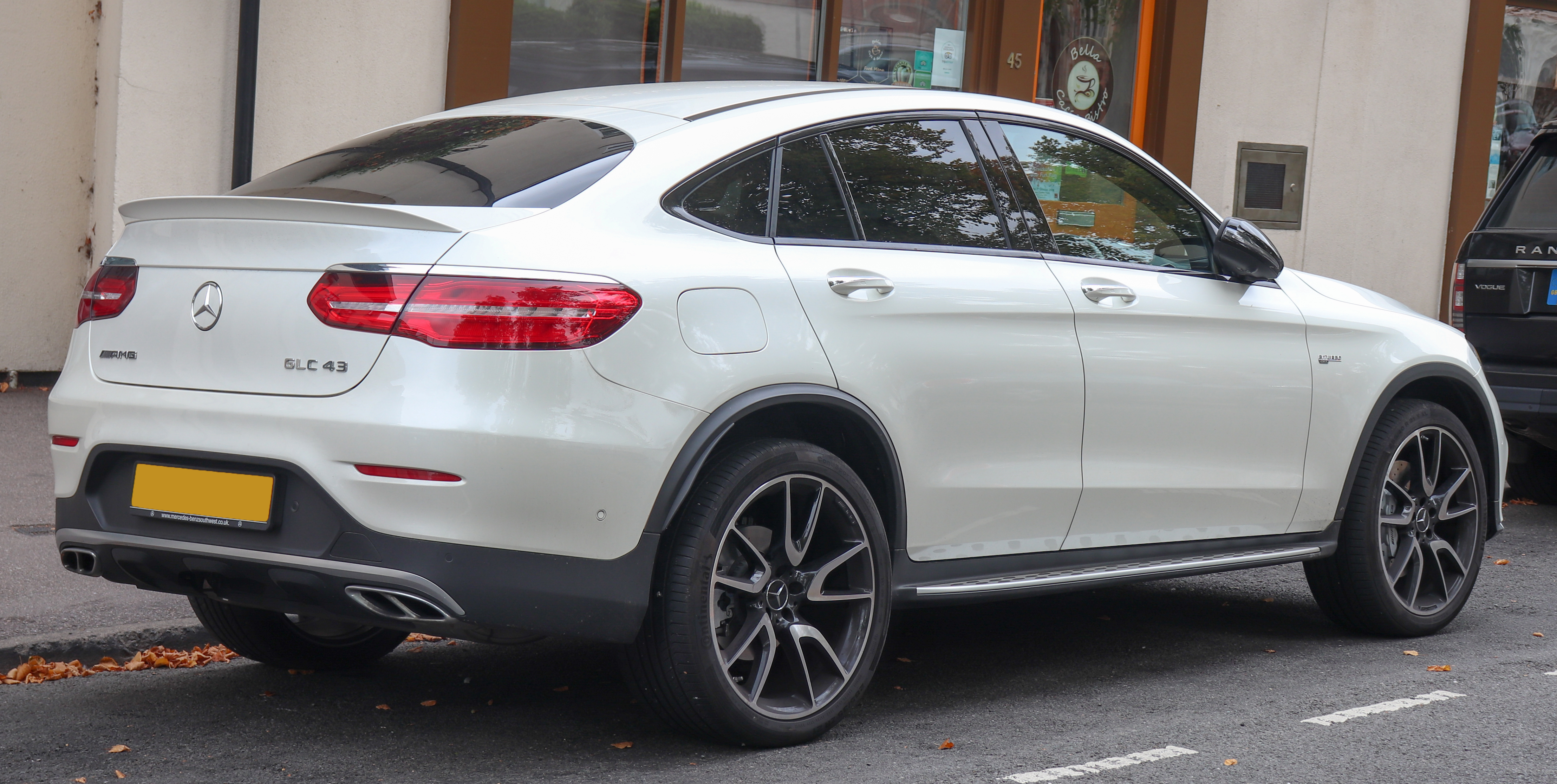
Mercedes-Benz GLC 43 Premium+ AMG (Anh Quốc)
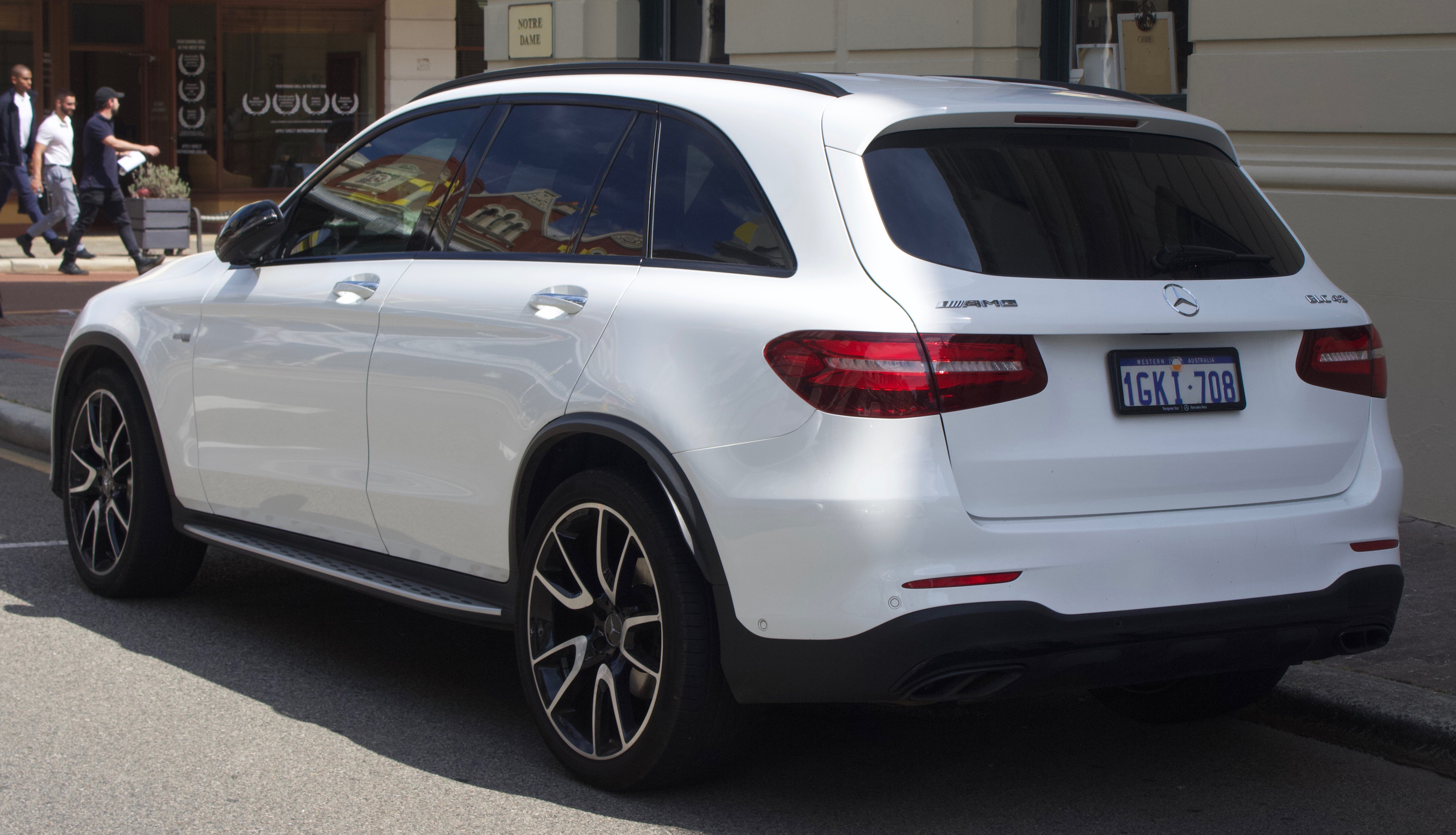
Mercedes-Benz GLC 43 AMG (Úc)
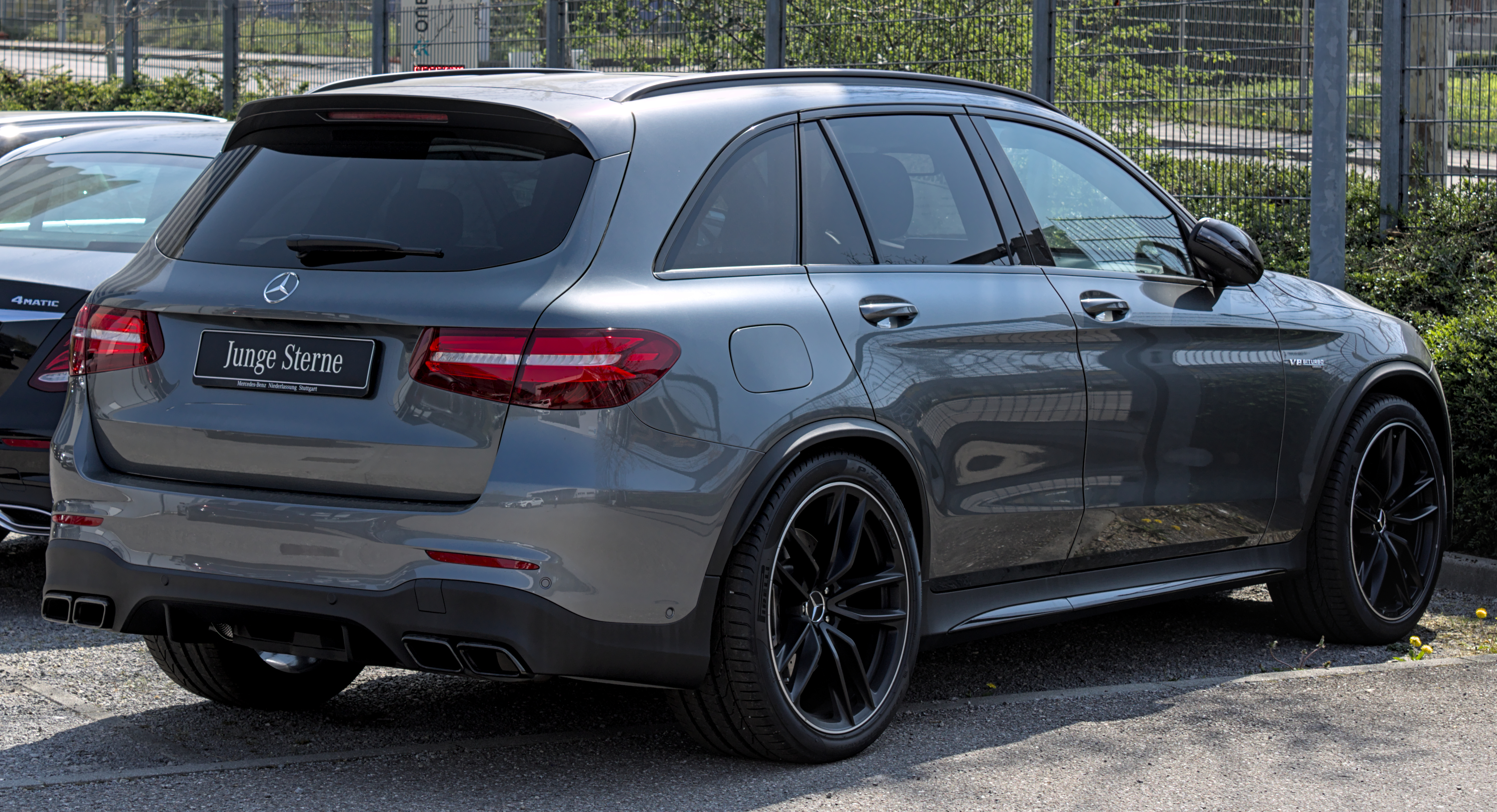
Mercedes-AMG GLC 63 (Đức)
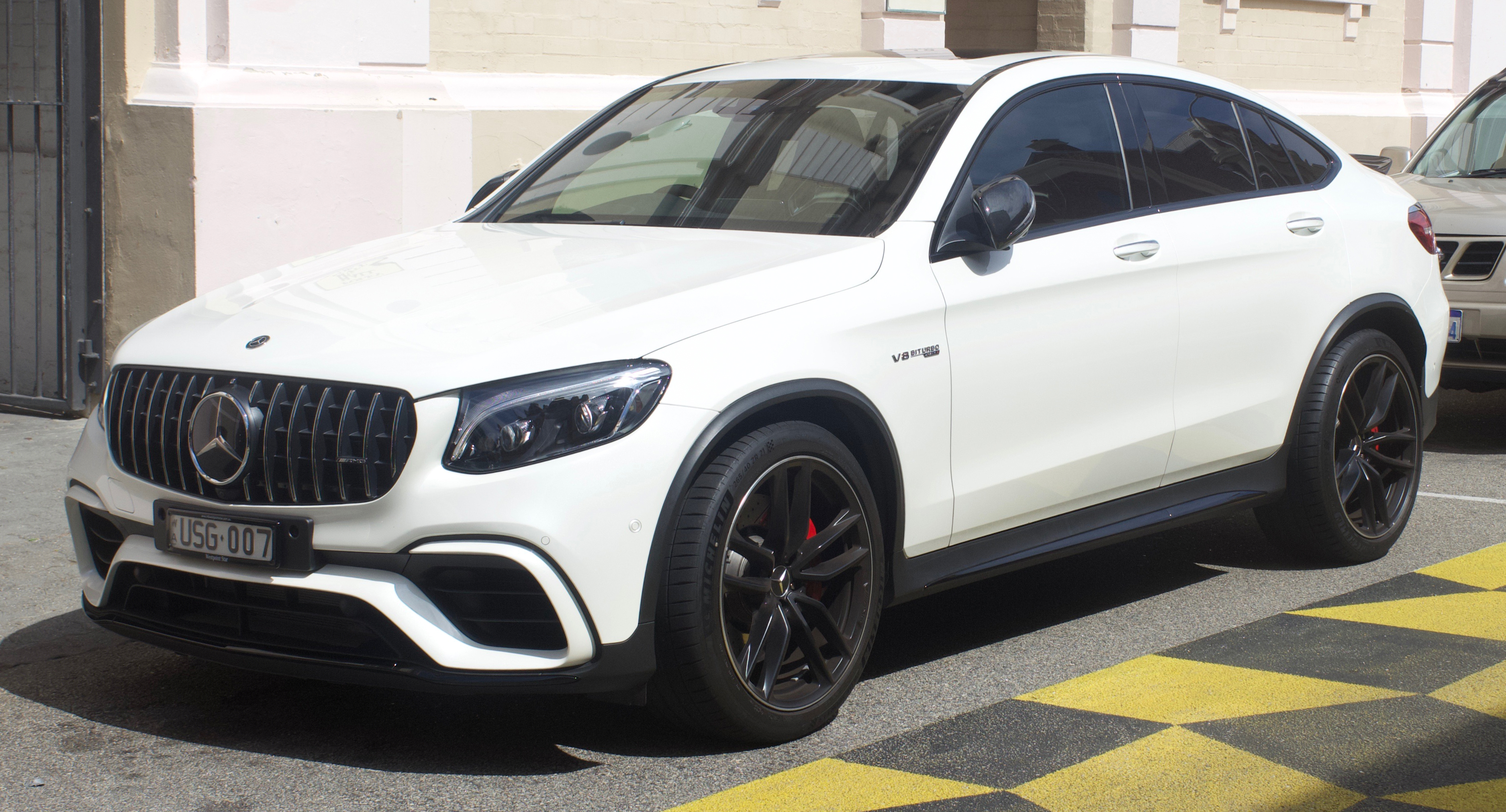
Mercedes-Benz GLC 63 AMG S Coupe (Úc)
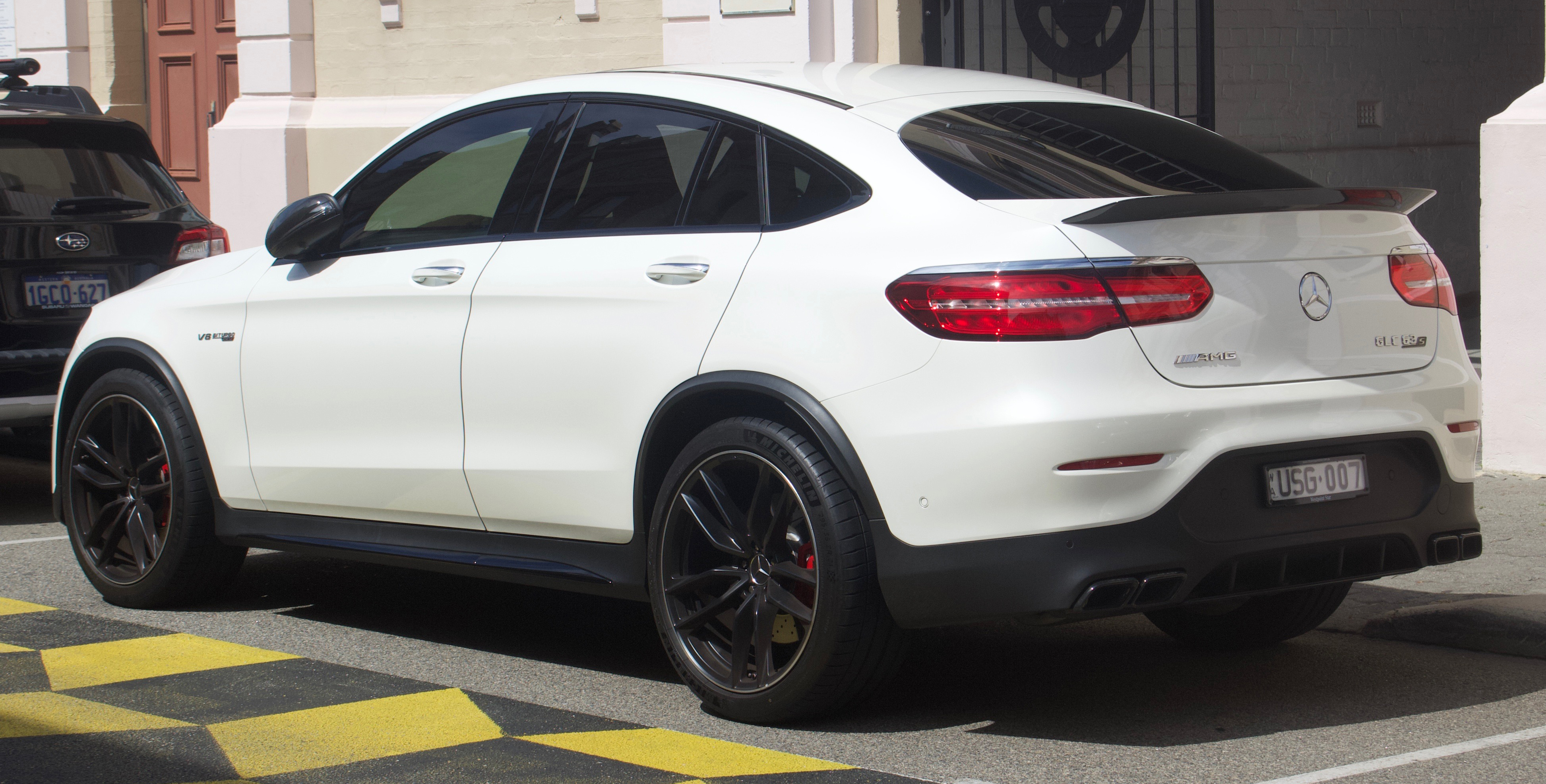
Mercedes-Benz GLC 63 AMG S Coupe (Úc)

### GLC L
Vào tháng 10 năm 2018, công ty liên doanh Beijing Benz đã giới thiệu một phiên bản GLC trục cơ sở kéo dài dành riêng cho thị trường Trung Quốc. Chiều dài tổng thể của xe là 4,765 mm (187.6 in) so với GLC nguyên bản, trong khi chiều dài cơ sở được kéo thêm từ 100 mm (3.9 in) lên 2,973 mm (117.0 in).
GLC L sử dụng cùng loại động cơ với GLC. Xe có sẵn tùy chọn bốn xi lanh tăng áp 2.0 lít, với công suất 184 mã lực (135 kW; 181 hp) đối với GLC 200 L 4Matic, 211 mã lực (155 kW; 208 hp) đối với GLC 250 L 4Matic và 245 mã lực (180 kW; 242 hp) đối với GLC 300 L 4Matic. Bên cạnh đó, hệ dẫn động bốn bánh toàn thời gian cũng được dùng trên các phiên bản trên. GLC trục cơ sở tiêu chuẩn được bán tại Trung Quốc song song với phiên bản kéo dài.

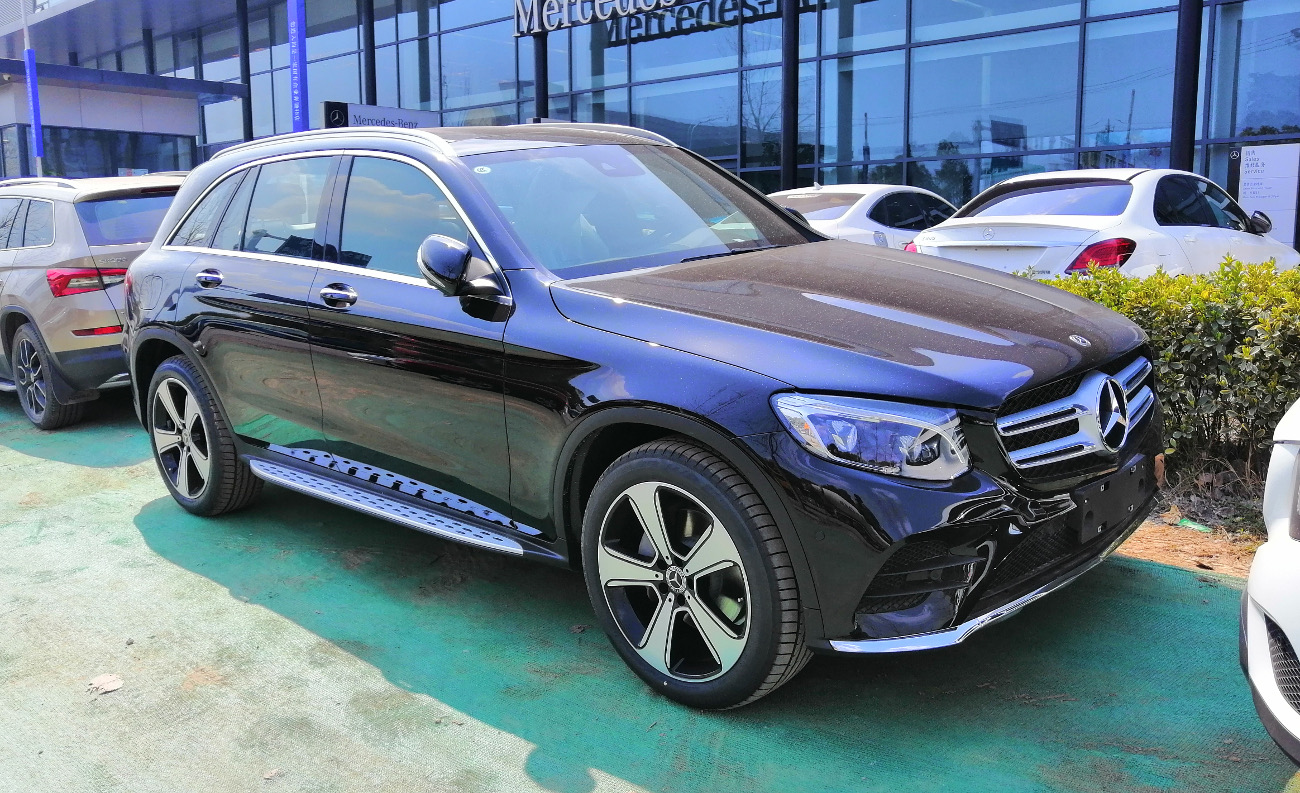
Mercedes-Benz GLC L
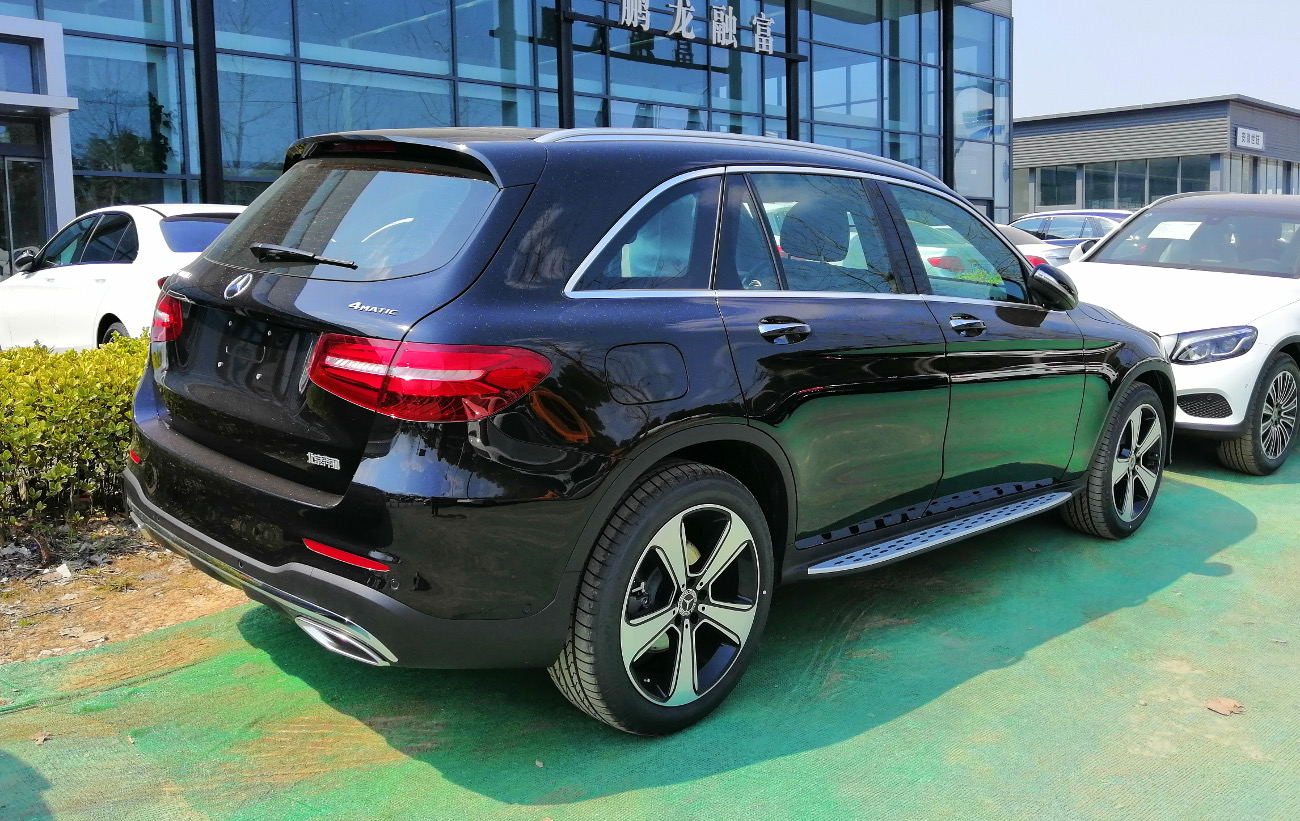
Mercedes-Benz GLC L

### Hệ thống truyền lực
GLC
| Mẫu             | Nhiên liệu | Loại động cơ                                                           | Sức mạnh, mô-men xoắn theo số vòng mỗi phút                                      |
| --------------- | ---------- | ---------------------------------------------------------------------- | -------------------------------------------------------------------------------- |
| GLC 200         | Xăng       | 1.991 cc (121 in khối) 16V 4 xi lanh tăng áp                           | 184 PS (135 kW; 181 hp) tại 5,500 vòng, 300 N⋅m (221 lb⋅ft) tại 1,200 vòng       |
| GLC 250 4Matic  | Xăng       | 1.991 cc (121 in khối) 16V 4 xi lanh tăng áp                           | 211 PS (155 kW; 208 hp) tại 5,500 vòng, 350 N⋅m (258 lb⋅ft) tại 1,200 vòng       |
| GLC 300         | Xăng       | 1.991 cc (121 in khối) 16V 4 xi lanh tăng áp                           | 245 PS (180 kW; 242 hp) tại 5,550 vòng, 370 N⋅m (273 lb⋅ft) tại 1,300 vòng       |
| GLC 300 4Matic  | Xăng       | 1.991 cc (121 in khối) 16V 4 xi lanh tăng áp                           | 245 PS (180 kW; 242 hp) tại 5,550 vòng, 370 N⋅m (273 lb⋅ft) tại 1,300 vòng       |
| GLC 350e 4Matic | Hybrid     | 1.991 cc (121 in khối) 16V 4 xi lanh tăng áp                           | 320 PS (235 kW; 316 hp) tại 5,550 vòng, 560 N⋅m (413 lb⋅ft) tại 1,300 vòng       |
| AMG GLC 43      | Xăng       | 2.996 cc (183 in khối) 24V 6 xi lanh tăng áp Twin-Turbo                | 367 PS (270 kW; 362 hp) tại 5,550 vòng, 520 N⋅m (384 lb⋅ft) tại 2,000 vòng       |
| AMG GLC 63      | Xăng       | 3,982 cc (0 in khối) 32V 8 xi lanh tăng áp Twin-Turbo                  | 476 PS (350 kW; 469 hp) tại 5,500 vòng, 650 N⋅m (479 lb⋅ft) tại 1,750 vòng       |
| AMG GLC 63 S    | Xăng       | 3,982 cc (0 in khối) 32V 8 xi lanh tăng áp Twin-Turbo                  | 510 PS (375 kW; 503 hp) tại 5,500 vòng, 700 N⋅m (516 lb⋅ft) tại 1,750 vòng       |
| GLC 220d 4Matic | Diesel     | 2.143 cc (131 in khối) 16V 4 xi lanh tăng áp                           | 170 PS (125 kW; 168 hp) tại 3,000 vòng, 400 N⋅m (295 lb⋅ft) tại 1,400 vòng       |
| GLC 250d 4Matic | Diesel     | 2.143 cc (131 in khối) 16V 4 xi lanh tăng áp                           | 204 PS (150 kW; 201 hp) tại 3,800 vòng, 500 N⋅m (369 lb⋅ft) tại 1,600 vòng       |
| GLC 350d 4Matic | Diesel     | 2.987 cc (182 in khối) 24V 6 xi lanh tăng áp                           | 258 PS (190 kW; 254 hp) tại 3,400 vòng, 620 N⋅m (457 lb⋅ft) tại 1,600-2,400 vòng |
| GLC F-Cell      | Hydro      | Động cơ điện, cung cấp năng lượng bởi pin nhiên liệu và ắc quy 13.5kWh | 211 PS (155 kW; 208 hp), 365 N⋅m (269 lb⋅ft)                                     |

Những tính năng tiêu chuẩn của xe tại thị trường Mỹ bao gồm hệ thống điều hòa tự động hai vùng; kiểm soát hành trình; Hệ thống Bluetooth; ghế hành khách và ghế lái chỉnh điện 8 hướng; túi khí đặt ở mặt trước, mặt trước bên hông, cửa gió hông cũng như phía dưới đầu gối.
GLC Coupé
| Mẫu                   | Nhiên liệu  | Kiểu động cơ                                                       | Sức mạnh, mô-men xoắn theo số vòng mỗi phút                                      |
| --------------------- | ----------- | ------------------------------------------------------------------ | -------------------------------------------------------------------------------- |
| GLC 250 4Matic Coupé  | Xăng        | 1.991 cc (121 in khối) 16V 4 xi lanh tăng áp                       | 211 PS (155 kW; 208 hp) tại 5,500 vòng, 350 N⋅m (258 lb⋅ft) tại 1,200 vòng       |
| GLC 300 Coupé         | Xăng        | 1.991 cc (121 in khối) 16V 4 xi lanh tăng áp                       | 245 PS (180 kW; 242 hp) tại 5,550 vòng, 370 N⋅m (273 lb⋅ft) tại 1,300 vòng       |
| GLC 300 4Matic Coupé  | Xăng        | 1.991 cc (121 in khối) 16V 4 xi lanh tăng áp                       | 245 PS (180 kW; 242 hp) tại 5,550 vòng, 370 N⋅m (273 lb⋅ft) tại 1,300 vòng       |
| GLC 350e 4Matic Coupé | Hybrid/Xăng | 1.991 cc (121 in khối) 16V 4 xi lanh tăng áp + Động cơ điện (PHEV) | 320 PS (235 kW; 316 hp) tại 5,550 vòng, 560 N⋅m (413 lb⋅ft) tại 1,300 vòng       |
| AMG GLC 43 Coupé      | Xăng        | 2.996 cc (183 in khối) 24V 6 xi lanh tăng áp Twin-Turbo            | 367 PS (270 kW; 362 hp) tại 5,550 vòng, 520 N⋅m (384 lb⋅ft) tại 2,000 vòng       |
| AMG GLC 63 Coupé      | Xăng        | 3,982 cc (0 in khối) 32V 8 xi lanh tăng áp Twin-Turbo              | 476 PS (350 kW; 469 hp) tại 5,500 vòng, 650 N⋅m (479 lb⋅ft) tại 1,750 vòng       |
| AMG GLC 63 S Coupé    | Xăng        | 3,982 cc (0 in khối) 32V 8 xi lanh tăng áp Twin-Turbo              | 510 PS (375 kW; 503 hp) tại 5,500 vòng, 700 N⋅m (516 lb⋅ft) tại 1,750 vòng       |
| GLC 220d 4Matic Coupé | Diesel      | 2.143 cc (131 in khối) 16V 4 xi lanh tăng áp                       | 170 PS (125 kW; 168 hp) tại 3,000 vòng, 400 N⋅m (295 lb⋅ft) tại 1,400 vòng       |
| GLC 250d 4Matic Coupé | Diesel      | 2.143 cc (131 in khối) 16V 4 xi lanh tăng áp                       | 204 PS (150 kW; 201 hp) tại 3,800 vòng, 500 N⋅m (369 lb⋅ft) tại 1,600 vòng       |
| GLC 350d 4Matic Coupé | Diesel      | 2.987 cc (182 in khối) 24V 6 xi lanh tăng áp                       | 258 PS (190 kW; 254 hp) tại 3,400 vòng, 620 N⋅m (457 lb⋅ft) tại 1,600-2,400 vòng |

### Bản nâng cấp giữa vòng đời
Tại Triển lãm Ô tô Genève 2019, hãng Mercedes đã mang đến mẫu xe GLC hoàn toàn mới chuẩn bị ra mắt vào năm 2020. Những tính năng mới trên xe bao gồm bản cập nhật Hệ điều hành MBUX có thể được kích hoạt khi người lái nói "Hey Mercedes", động cơ mới, vô lăng mới, cùng với khoang lái kỹ thuật số 12.3 inch.

Hãng Mercedes cũng đã giới thiệu phiên bản Coupé tại Triển lãm Ô tô Quốc tế New York năm 2019.

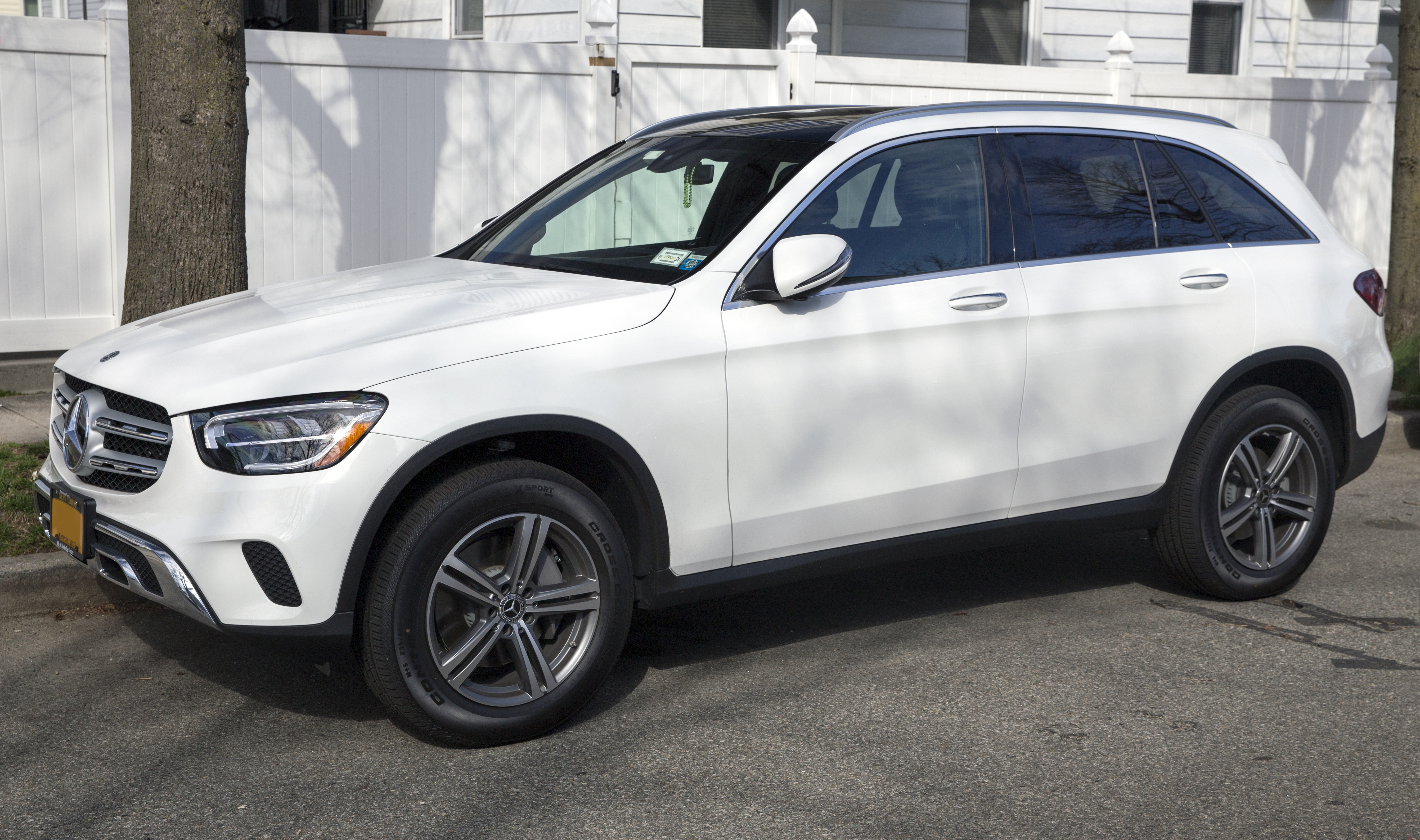
GLC 300 2020 (Mỹ; bản nâng cấp giữa vòng đời)
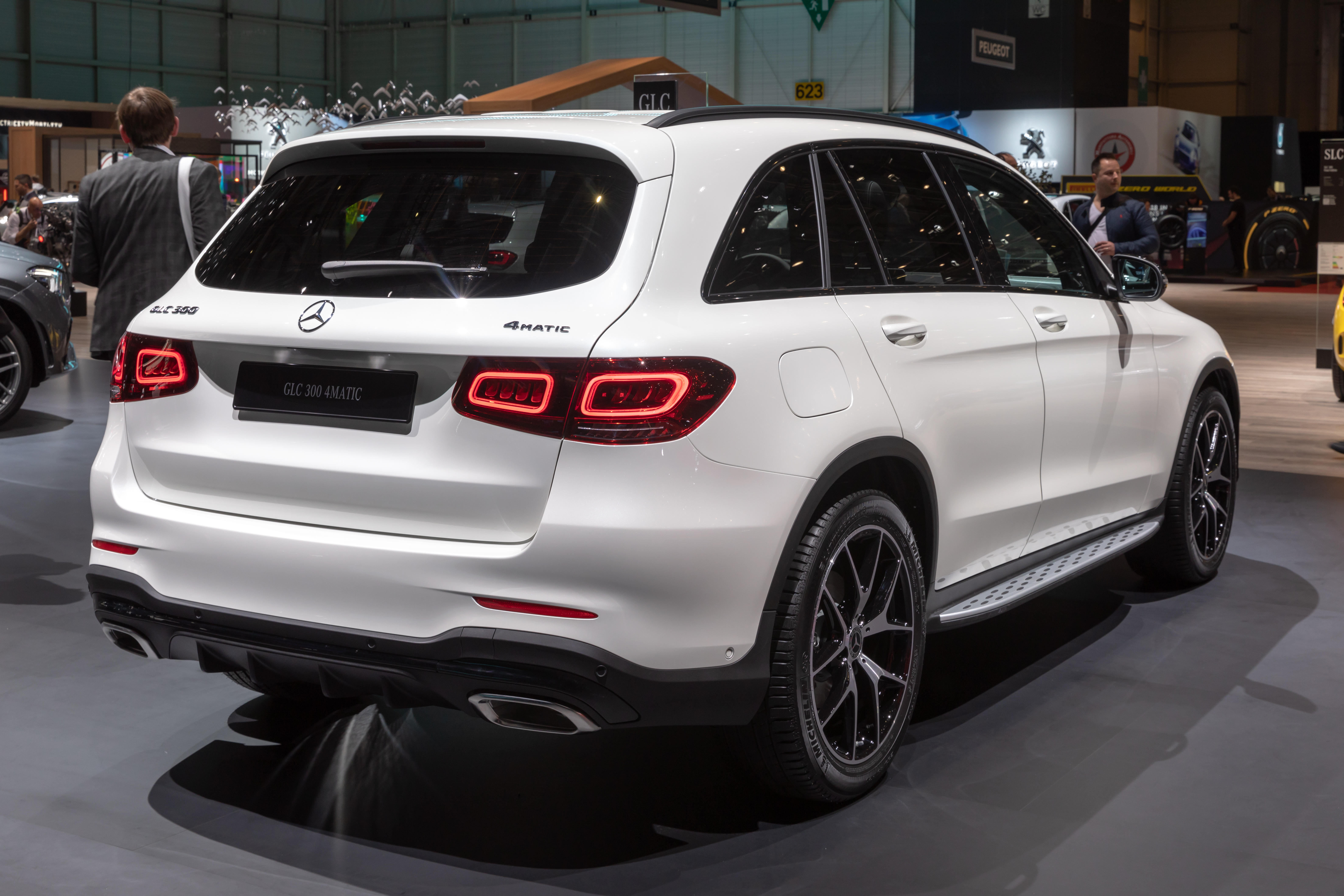
GLC 300 2019 (bản nâng cấp giữa vòng đời)
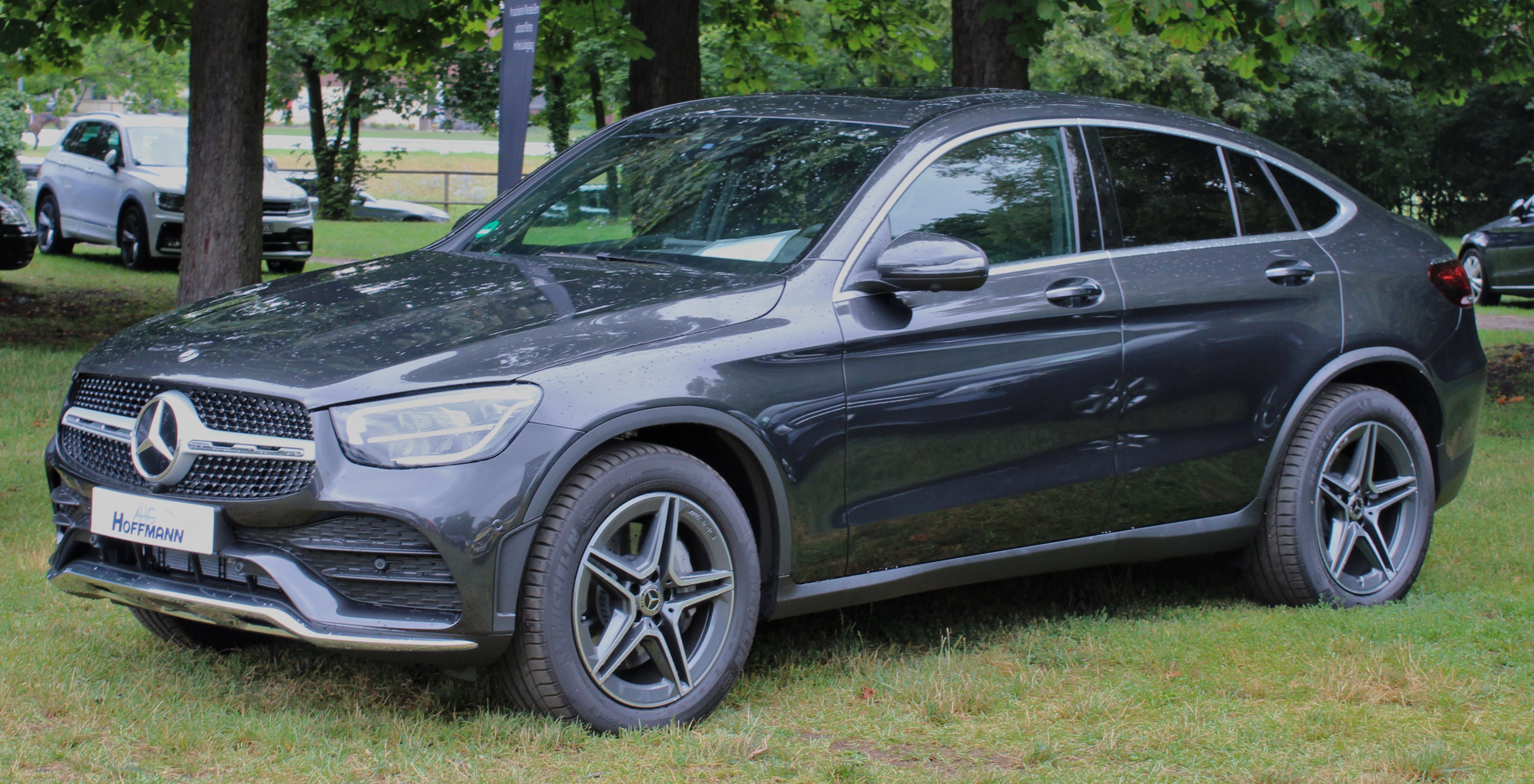
GLC 300 Coupé 2019 (bản nâng cấp giữa vòng đời)
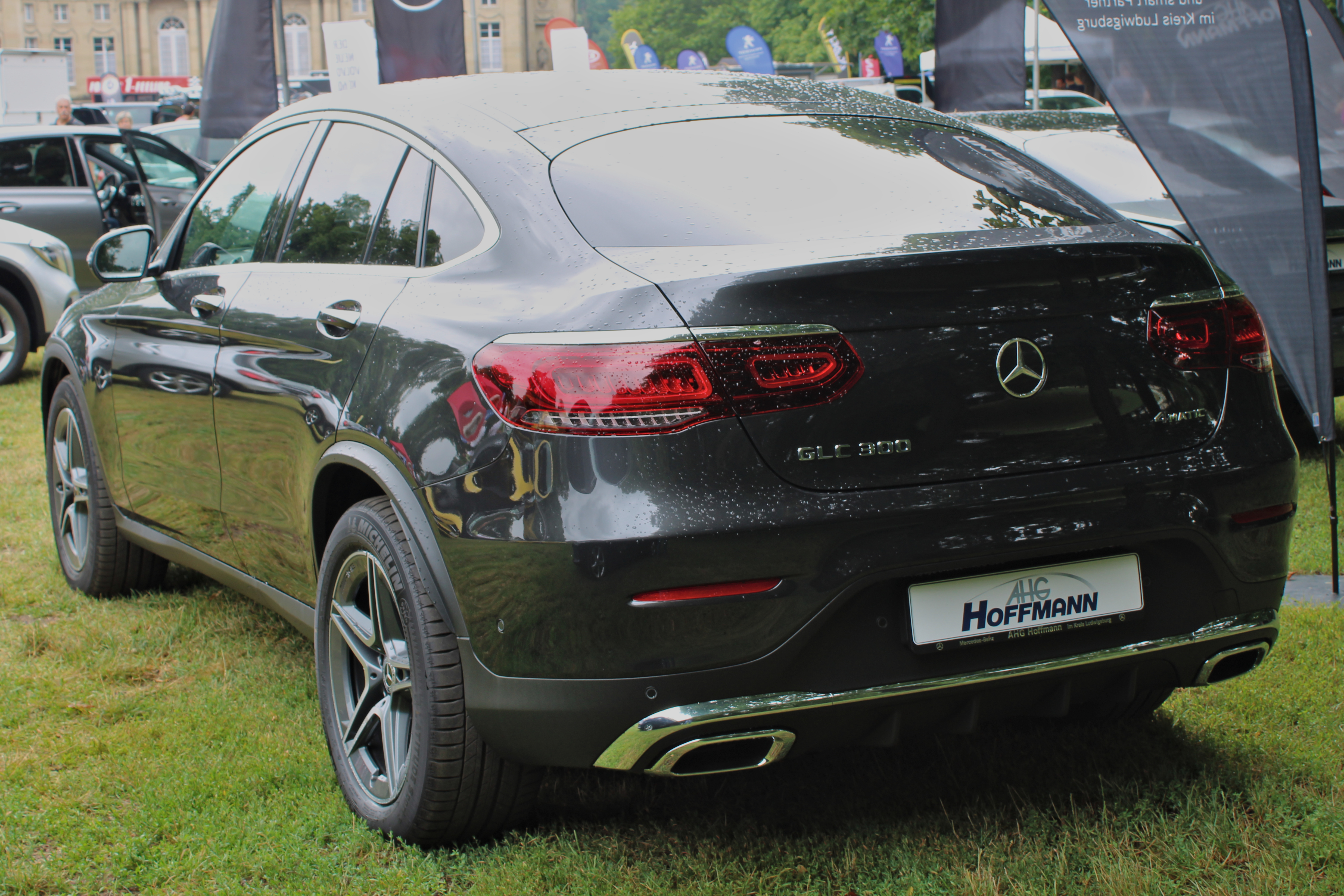
GLC 300 Coupé 2019 (bản nâng cấp giữa vòng đời)
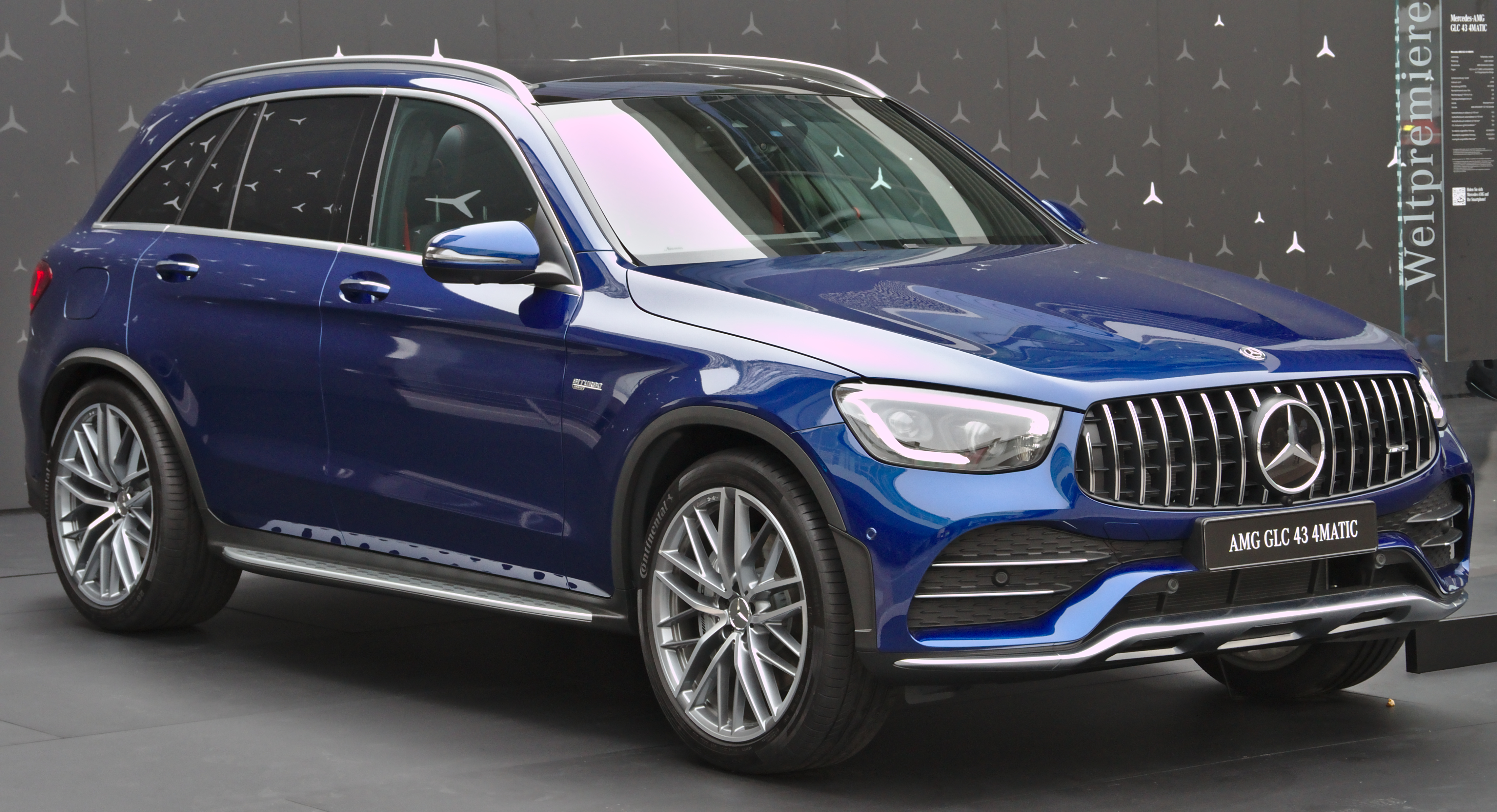
Mercedes-Benz GLC 43 AMG nâng cấp giữa vòng đời (Đức)
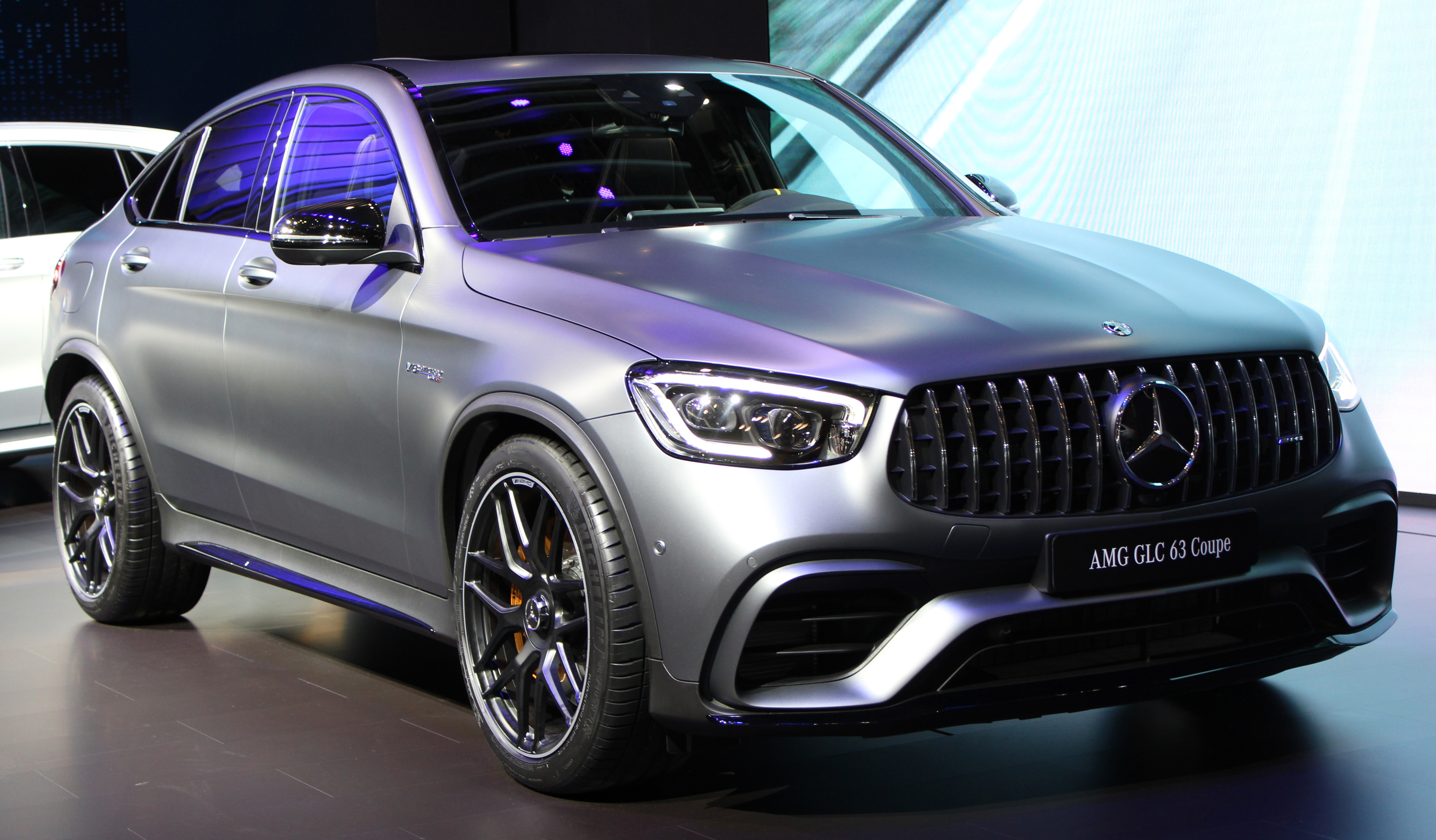
Mercedes-AMG GLC 63 S Coupe nâng cấp giữa vòng đời (Mỹ)
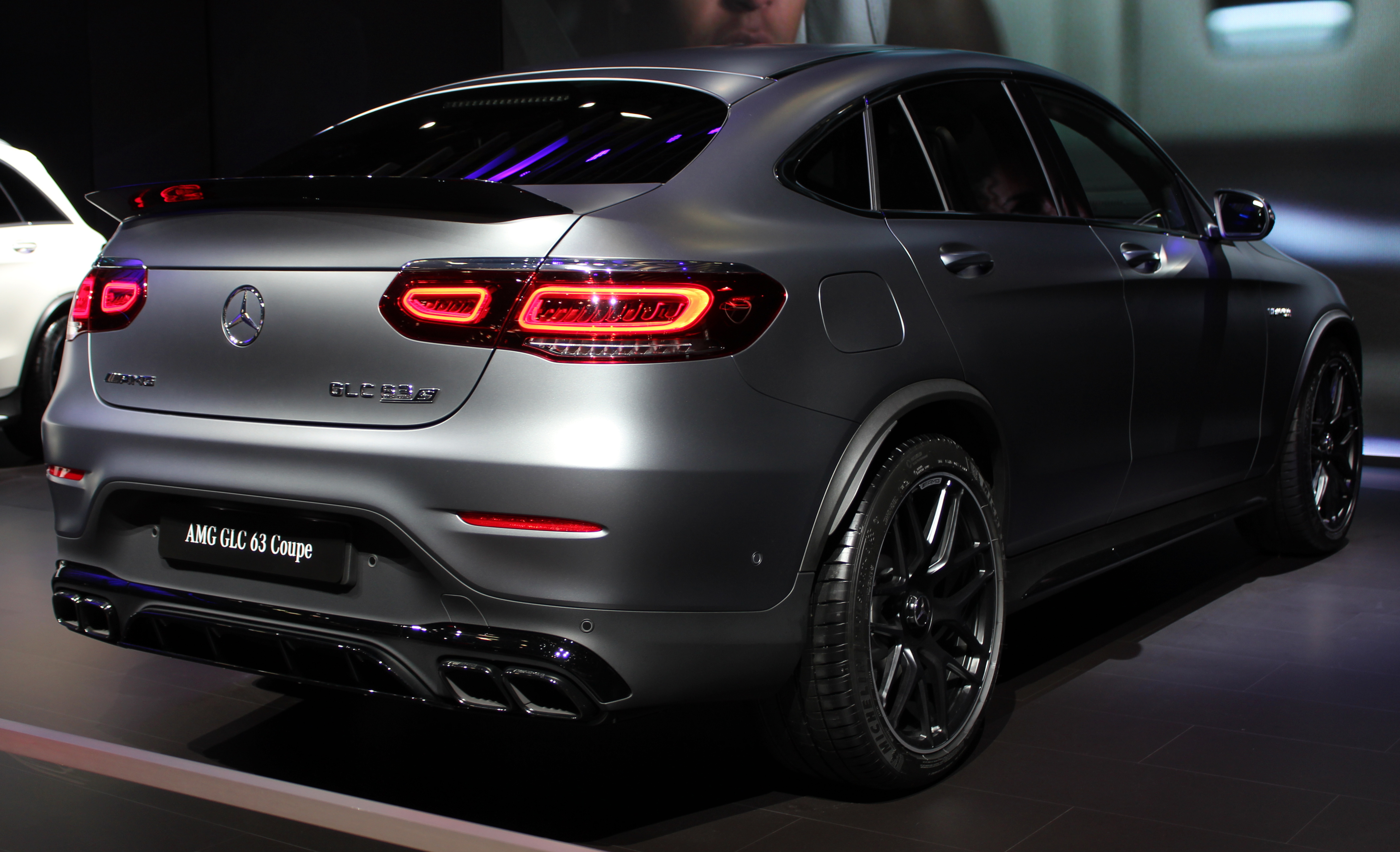
Mercedes-AMG GLC 63 S Coupe nâng cấp giữa vòng đời (Mỹ)

Động cơ
| Mẫu                        | Năm          | Dung tích                | Cấu hình động cơ                             | Sức mạnh | Mô-men xoắn                                                                                        | 0–100 km/h (0–62 mph) | Tốc độ tối đa      |
| Động cơ xăng               | Động cơ xăng | Động cơ xăng             | Động cơ xăng                                 | Động cơ xăng                                                                                                | Động cơ xăng                                                                                       | Động cơ xăng          | Động cơ xăng       |
| -------------------------- | ------------ | ------------------------ | -------------------------------------------- | --- | -------------------------------------------------------------------------------------------------- | --------------------- | ------------------ |
| GLC 200 4MATIC             | 2020-        | 1.991 cc (121,5 in khối) | Inline-4 + 48V Mild Hybrid (M264 E20 DEH LA) | 145 kW (197 PS; 194 hp)                                                                                     | 320 N⋅m (236 lbf⋅ft)                                                                               | 7.9 giây              | 215 km/h (134 mph) |
| GLC 300                    | 2020-        | 1.991 cc (121,5 in khối) | Inline-4 (M274 DE20 LA)                      | 155 kW (211 PS; 208 hp)                                                                                     | 370 N⋅m (273 lbf⋅ft)                                                                               | 6.6 giây              | 209 km/h (130 mph) |
| GLC 300 4MATIC             | 2020-        | 1.991 cc (121,5 in khối) | Inline-4 (M264 E20 DEH LA)                   | 190 kW (258 PS; 255 hp)                                                                                     | 370 N⋅m (273 lbf⋅ft)                                                                               | 6.2 giây              | 240 km/h (149 mph) |
| GLC 300e 4MATIC            | 2020-        | 1.991 cc (121,5 in khối) | Inline-4 PHEV                                | 245 kW (333 PS; 329 hp)                                                                                     | 700 N⋅m (516 lbf⋅ft)                                                                               | 5.7 giây              | TBA                |
| AMG GLC 43 4MATIC          | 2020-        | 2.996 cc (182,8 in khối) | V6 (M276)                                    | 287 kW (390 PS; 385 hp)                                                                                     | 521 N⋅m (384 lbf⋅ft)                                                                               | 4.9 giây              | 250 km/h (155 mph) |
| AMG GLC 63 4MATIC+         | 2020-        | 3.982 cc (243,0 in khối) | V8                                           | 350 kW (476 PS; 469 hp)                                                                                     | 650 N⋅m (479 lbf⋅ft)                                                                               | 3.8 giây              | 250 km/h (155 mph) |
| AMG GLC 63 S 4MATIC+       | 2020-        | 3.982 cc (243,0 in khối) | V8                                           | 375 kW (510 PS; 503 hp)                                                                                     | 700 N⋅m (516 lbf⋅ft)                                                                               | 3.8 giây              | 250 km/h (155 mph) |
| Động cơ diesel             |              |                          |                                              | | |                       |                    |
| GLC 200d / GLC 200d 4MATIC | 2020-        | 1.950 cc (119 in khối)   | Inline-4                                     | 120 kW (163 PS; 161 hp)                                                                                     | 360 N⋅m (266 lbf⋅ft)                                                                               | 8.9 giây              | 205 km/h (127 mph) |
| GLC 220d 4MATIC            | 2020-        | 1.950 cc (119 in khối)   | Inline-4                                     | 143 kW (194 PS; 192 hp)                                                                                     | 400 N⋅m (295 lbf⋅ft)                                                                               | 7.9 giây              | 215 km/h (134 mph) |
| GLC 300d 4MATIC            | 2020-        | 1.950 cc (119 in khối)   | Inline-4                                     | 180 kW (245 PS; 241 hp)                                                                                     | 500 N⋅m (369 lbf⋅ft)                                                                               | 6.6 giây              | 230 km/h (143 mph) |
| GLC 400d 4MATIC            | 2020-        | 2.925 cc (178,5 in khối) | Inline-6                                     | 243 kW (330 PS; 326 hp)                                                                                     | 700 N⋅m (516 lbf⋅ft)                                                                               | 5.1 giây              | 240 km/h (149 mph) |
| GLC 300de                  | 2020-        | 1.950 cc (119 in khối)   | Inline-4 PHEV                                | 143 kW (194 PS; 192 hp) (động cơ) + 77 kW (105 PS; 103 hp) (động cơ điện) 225 kW (306 PS; 302 hp) (kết hợp) | 400 N⋅m (295 lbf⋅ft) (động cơ) + 300 N⋅m (221 lbf⋅ft) (động cơ điện)700 N⋅m (516 lbf⋅ft) (kết hợp) | 6.2 giây              | 230 km/h (143 mph) |

### GLC F-CELL

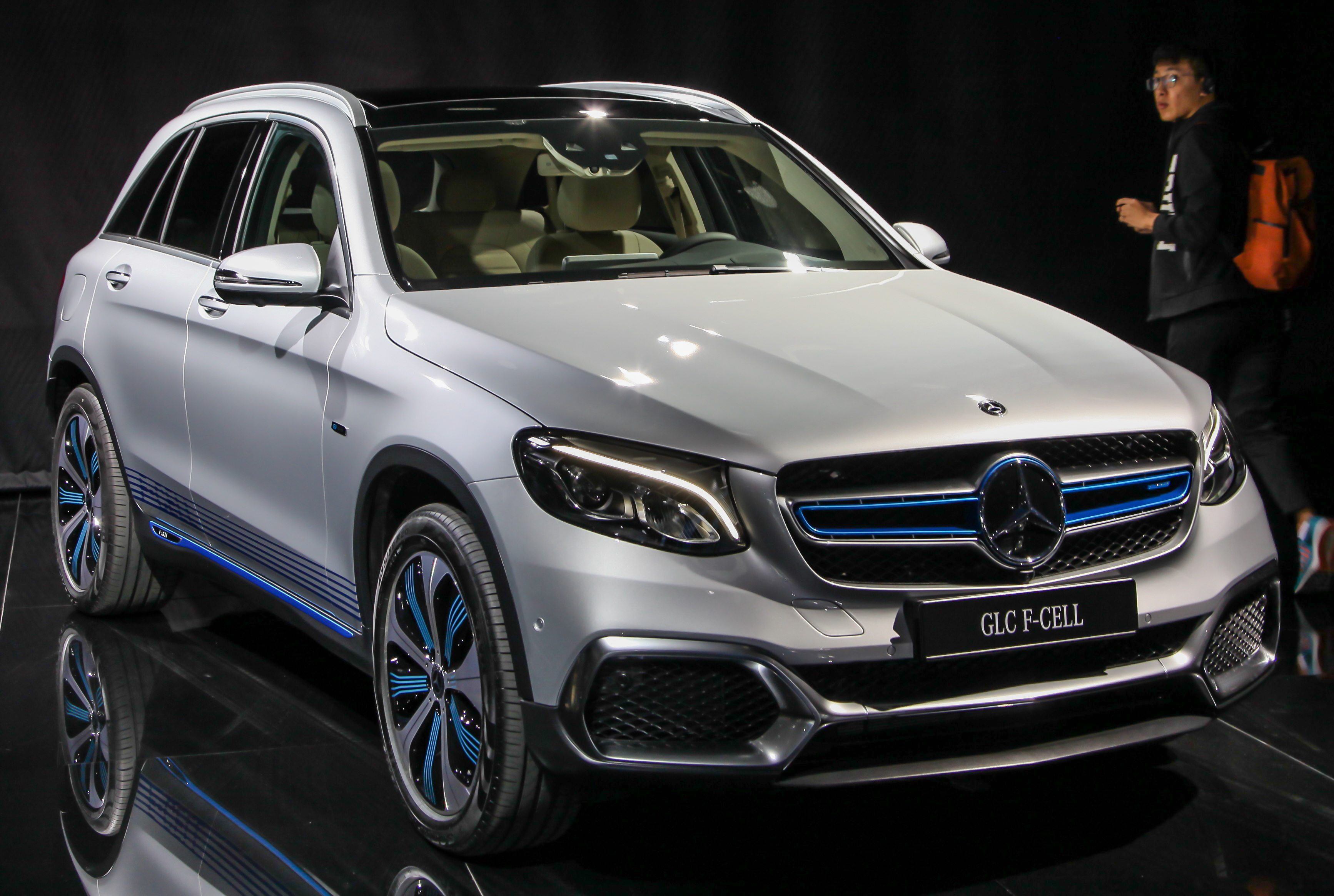
GLC F-Cell (mẫu xe tiền sản xuất)

Công ty Daimler đã thử nghiệm một loạt các mẫu GLC chạy pin nhiên liệu mang tên GLC F-CELL, được đưa vào sản xuất vào năm 2018. Điểm đặc trưng của mẫu này chính là việc sử dụng cả pin nhiên liệu lẫn bộ dẫn động ắc quy có thể được sạc từ bên ngoài. Ngoài điện ra, xe còn chạy bằng hydro tinh khiết.

## Thế hệ thứ hai (X254; 2022)
Phiên bản GLC thế hệ thứ hai được ra mắt vào tháng 6 năm 2022. Tương tự như dòng W206 C-Class (thế hệ thứ năm), tất cả các mẫu xe đều sẽ trang bị động cơ 4 xi-lanh với công nghệ MHEV (xe lai nhẹ). Bên cạnh đó, nhà sản xuất cũng cung cấp ba mẫu xe lai sạc điện. Nhìn chung, phiên bản GLC đời này có kích thước lớn hơn so với tiền nhiệm.

## Doanh số
| Năm  | Châu Âu | Mỹ     | Mexico |
| ---- | ------- | ------ | ------ |
| 2015 | 17,708  | 4,569  | 1,046  |
| 2016 | 70,349  | 47,788 | 1,263  |
| 2017 | 111,193 | 48,643 | 3,603  |
| 2018 | 125,143 | 69,729 | 5,295  |
| 2019 | 109,095 | 73,655 | 5,275  |
| 2020 | 99,160  | 33,987 | 3,107  |
| 2021 | 74,949  | 51,805 |        |